# Бела Ордоди
Бела Ордоди (мађ. Ordódy Béla Rezső Károl; 13. јануар 1880) је био мађарски фудбалер и хокејаш. Играо је за репрезентацију Мађарске на Зимским олимпијским играма 1928. године.

## Спортска каријера

### Фудбал
Током 1901. и 1902. године играо је за мађарског шампиона Будимпешта ТК. Када је освојио другу прволигашку титулу, проглашен је фудбалером године. Између 1903. и 1905. играо је за БЕАК. Одатле је два пута био укључен у репрезентацију. Године 1905. појавио се на једној утакмици турнира „Сребрне лопте” играјући за Ференцварош.
Дана 11. априла 1901. био је члан прве мађарске репрезентације која је играла против Ричмонда и доживела пораз од 4:0. Године 1904. појавио се два пута у репрезентацији. Учесник прве незваничне утакмице мађарско-аустријских Рамблерса (незваничне репрезентације коју није саставио мађарски фудбалски савез).
У првим данима није било квалификованих судија. На основу свог искуства и познавања правила, постао је судија из нужде без испита. Био је активан на оснивачким састанцима клуба и егзибиционим утакмицама. Био је активан у лигама које је водио МЛС на основу комисије. На предлог МЛС ББ био је судија НБ II, а од 1903. године судија НБ I. Између 1901. и 1904. године важио је за једног од најбољих тадашњих судија. По службеној пракси обављао је и улогу помоћног, линијског, судије. Повукао се из суђења 1904. године и постао хокејаш. У мађарској првој лиги је био 9. пута главни судија.

### Хокеј на леду
Као хокејаш играо је на позицији голмана. Године 1927. и 1928. као играч хокејашке екипе Будимпештанског клизачког савеза биран је 5 пута. Као члан мађарске репрезентације у хокеју на леду, изабран је за Европско првенство у Бечу 1927. године. Овде је био учесник прве званичне утакмице репрезентације. Године 1928. био је и члан тима на Зимским олимпијским играма. Овде је имао прилику да брани само на једном мечу, али се уписао и у књигу историје хокеја. До данас (2014) је најстарији (48 година 29 дана) хокејаш на олимпијском турниру.

## Достигнућа

### Фудбал
- Прва лига Мађарске у фудбалу
  - шампион: 1901, 1902.
- Мађарски фудбалер године: 1902.